# Hollai Gábor
Hollai Gábor (Budapest, 1973. április 3. –) magyar politikus, közgazdász, Budapest XVI. kerületének önkormányzati képviselője, a Momentum Mozgalom országgyűlési képviselőjelöltje a 2021-es magyarországi ellenzéki előválasztáson Budapest 13-as számú választókerületében.

## Korai évek, tanulmányai
Budapesten született, a centenáriumi lakótelepen nőtt fel, ahol a Centenáriumi Általános Iskolába járt. A Kozma Lajos Faipari Szakközépiskolában érettségizett, majd 1997-ben Kanadába költözött, ahol a Commercial Business College-ban banki és pénzügyi szolgáltatások diplomát szerzett, majd a University of Toronto egyetemen nemzetközi kapcsolatok specialistaként végzett közgazdaság és politikai tudományok alszakokkal. Egyetemi évei alatt a vendéglátásban dolgozott. 2005-ben nyolc év távollét után tért vissza Magyarországra, Budapesten a Central European University MBA szakán tanult ösztöndíjjal.

## Közéleti és politikai pályafutása
2017-ben csatlakozott a Momentumhoz, ahol rövid időn belül a párt XVI. kerületi helyi szervezetének elnöke lett. Országgyűlési képviselőjelöltként indult a 2018-as országgyűlési választáson, de visszalépett Vajda Zoltán javára. Ezután választották a Momentum küldöttgyűlésének tagjának, illetve ugyanakkor elnökségi tagságra is pályázott, de oda nem szavazták meg.
A 2019-es önkormányzati választásokon kompenzációs listáról jutott be a XVI. kerületi önkormányzat testületébe, ahol azóta is képviselő.
A Momentum 2021 januárjában jelentette be, hogy őt indítja a budapesti 13. OEVK országgyűlési képviselőjelöltjeként a 2021-es ellenzéki előválasztáson.

## Magánélete
Feleségével és leánygyermekével Budapest XVI. kerületében, Sashalmon él.

## Forrás
1. 1 2 3  Választás 2018: Hollai Gábor a Momentum kertvárosi jelöltje (magyar nyelven) (html). 16.kerulet.ittlakunk.hu, 2018. február 8.
2. ↑  Választás 2018: visszalépett a momentumos jelölt Vajda Zoltán javára (magyar nyelven) (html). 16.kerulet.ittlakunk.hu, 2018. április 7.
3. ↑  Fekete-Győr András marad a Momentum elnöke (magyar nyelven) (html). Mérce.hu, 2018. június 10.
4. ↑  Helyi önkormányzati választások 2019 - Budapest XVI. kerület (magyar nyelven) (html). Nemzeti Választási Iroda, 2019. október 13.